# Inashiki

Inashiki (稲敷市 Inashiki-shi?) este un municipiu din Japonia, prefectura Ibaraki.